# Liste des phares du Liban

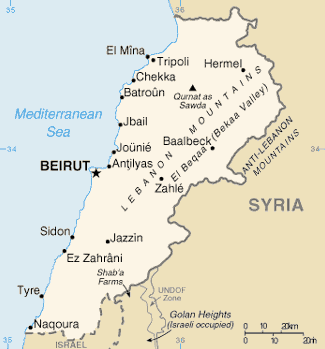
Carte du Liban

Liste des phares du Liban :

## District de Tripoli
- Phare de l'île Ramkine
- Phare de la Tour du Lion (Tour des Lions)

## Gouvernorat de Beyrouth
- Phare de Beyrouth (1957)
- Phare de Beyrouth (2003)

## District de Sidon
- Phare du château de Sidon
- Phare de l'île Ziri

## District de Tyr
- Phare de Tyr